# Iscòmac
Iscòmac   (Atenes, segle V aC - valor desconegut) fou un atenenc de suposada gran riquesa (setanta talents) que quan va morir els seus hereus van trobar que només havia deixat menys de 20 talents, ja que havia dissipat la fortuna en malgastos i paràsits. Aquests fets foren impactants al seu temps, i en parlen Ateneu de Naucratis, Xenofont i altres. Va deixar una filla que es va casar amb Càl·lies.